# Famille Adoaldi
 (juillet 2024).
La famille Adoaldi (Aldoi ou Addoldo) est une famille patricienne de Venise, originaire d'Andros.

## Historique
La famille famille Adoaldi est  originaire d'Andros, en Grèce.
Elle part s'installer à la Rivo Alto (Rialto) en 962 et produit des tribuns. Elle n'est pas admise au patriciat à la clôture du Maggior Consiglio, mais seulement en 1310, après la conjuration de Bajamonte Tiepolo.
Elle s'éteint avec Niccolò en 1433.

## Architecture

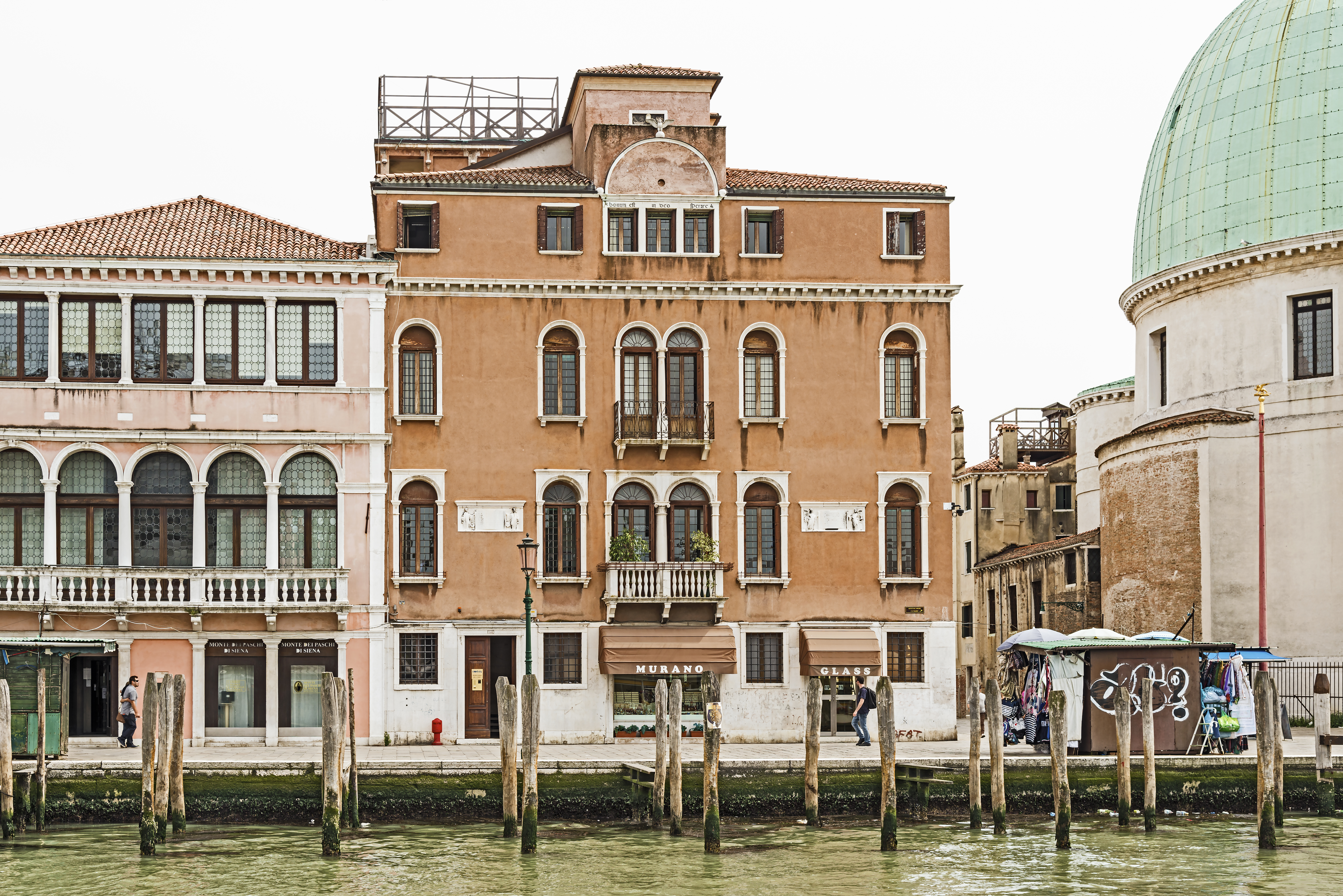
Palais Adoldo : Façade Renaissance (XVIe siècle) sur le Grand Canal.

Elle fait édifier : 
- l'église de San Stae[1]
- l'église San Simeone Piccolo[2]

## Armes

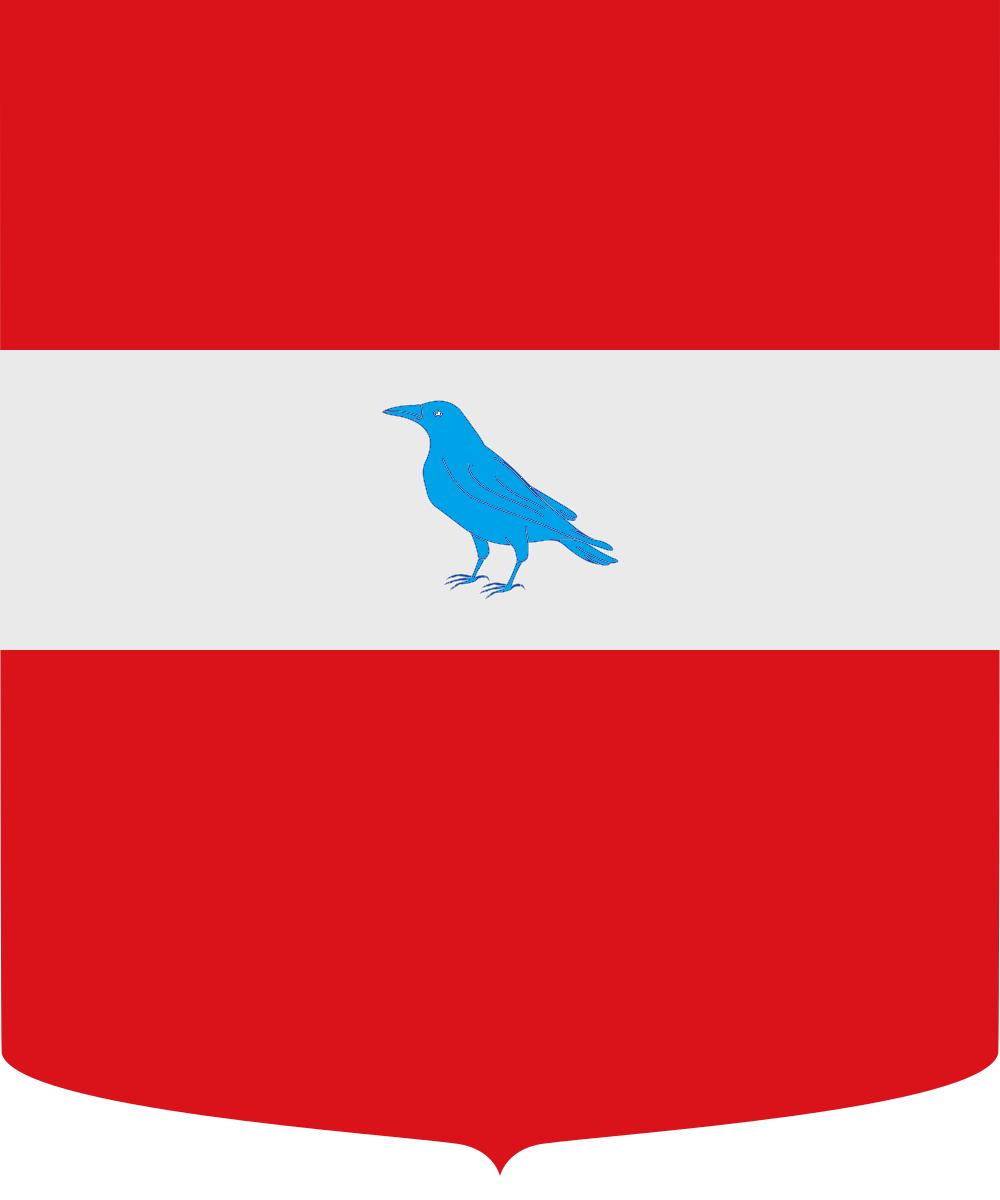
Armes des Adoaldi

Les armes des Adoaldi se blasonnent ainsi de gueules à la fasce d'argent chargé d'un oiseau d'azur.